# Sinne
Sinne  (ucraniano: Сінне) es una localidad del Raión de Podilsk en el Óblast de Odesa de Ucrania. Según el censo de 2001, tiene una población de 721 habitantes.